# Clypastraea fasciata
Molamba fasciatus là một loài bọ cánh cứng trong họ Corylophidae. Loài này được Say miêu tả khoa học đầu tiên năm 1827.